# Juan Alberto Acosta
Juan Alberto Acosta (Paysandú, 8 luglio 1957) è un ex calciatore uruguaiano, di ruolo centrocampista.